# 1999 CP153
1999 CP153, também escrito como 1999 CP153, é um objeto transnetuniano (TNO) que está localizado no cinturão de Kuiper, uma região do Sistema Solar. Este corpo celeste é classificado como um cubewano. Ele possui uma magnitude absoluta (H) de 7,7 e, tem um diâmetro estimado com cerca de 127 km, por isso é pouco provável que possa ser classificado como um planeta anão, devido ao seu tamanho relativamente pequeno.

## Descoberta
1999 CP153 foi descoberto no dia 10 de fevereiro de 1999 pelos astrônomos J. X. Luu, C. A. Trujillo e D. C. Jewitt.

## Órbita
A órbita de 1999 CP153 tem uma excentricidade de 0.158 e possui um semieixo maior de 45.282 UA. O seu periélio leva o mesmo a uma distância de 38.146 UA em relação ao Sol e seu afélio a 52.419.